# Philepitta schlegeli
L'asite di Schlegel o filepitta di Schlegel (Philepitta schlegeli Schlegel, 1867) è un uccello passeriforme della famiglia degli Eurilamidi, endemico del Madagascar.

## Descrizione

### Dimensioni
Misura una quindicina di centimetri di lunghezza, coda compresa.

### Aspetto
Si tratta di uccelli dall'aspetto paffuto, muniti di coda cortissima e squadrata, corte ali arrotondate, becco conico e allungato, leggermente incurvato in punta: nel complesso, questi animali possono ricordare per aspetto dei tordi.

L'asite di Schlegelmostra dimorfismo sessuale evidente (anche se in misura minore rispetto al congenere asite di velluto) nella livrea: il maschio, durante il periodo degli amori, mostra testa nera, gola, petto, ventre, fianchi, dorso e sottocoda di color giallo limone, ali e coda verde oliva, ed una vistosa caruncola che forma un "sopracciglio" al di sopra di ciascun occhio, presentando un lobo pendente fra occhio e becco e biforcandosi in punta nella zona postoculare. La caruncola è di color verde brillante con area perioculare (mentre il cerchio perioculare in sé è anch'esso verde) e lobo anteoculare blu. Durante l'eclissi la colorazione diviene più sobria, con la testa che diviene grigio-nerastra ed il giallo ventrale che perde intensità: il piumaggio della femmina appare simile a quello del maschio in eclissi, con caruncola assai poco sviluppata e testa grigio-brunastra. In ambedue i sessi il becco e le zampe sono nerastri e gli occhi sono bruni.

## Biologia

### Comportamento
Si tratta di uccelli diurni, che conducono esistenza perlopiù solitaria, muovendosi nel folto della vegetazione alla ricerca di cibo.

### Alimentazione
Si tratta di uccelli essenzialmente frugivori che basano la propria dieta su piccoli frutti e bacche, nutrendosi di tanto in tanto anche di fiori, germogli e quando possibile anche di insetti ed altri piccoli invertebrati.

### Riproduzione
Il periodo riproduttivo cade fra ottobre e dicembre il maschio è tendenzialmente poligamo e stabilisce un proprio territorio nel quale si esibisce in parate atte a conquistare il maggior numero di femmine possibile. Queste ultime, dopo l'accoppiamento, sono le uniche a occuparsi della costruzione del nido (una struttura piriforme pendente da un ramo), della cova e della cura dei nidiacei fino all'involo, rispetto alle quali mancano tuttavia informazioni.

## Distribuzione e habitat
Questi uccelli sono endemici del Madagascar, dove abitano la fascia costiera occidentale che va da Antsiranana a Morondava: il loro habitat è rappresentato dalla foresta pluviale primaria o secondaria, con presenza di folto sottobosco, mentre è presente ma raro nelle foreste decidue secche (Namoroka e Bemaraha).